# Laurens Sweeck
Laurens Sweeck (* 17. Dezember 1993 in Löwen) ist ein belgischer Radrennfahrer, der auf Cyclocross spezialisiert ist.

## Werdegang
Sweeck gewann in der Jugend, bei den Junioren und in der U23 mehrfach den belgischen Meistertitel. 2010 gehörte er zum belgischen Aufgebot für die Olympischen Jugendspiele und wurde mit der Radsport-Mannschaft Vierter. 2010/2011 war er Weltcupsieger der Junioren, in der U23 zählte er international zu den erfolgreichsten Fahrern und holte insbesondere 2013 bis 2015 eine Reihe von Siegen in den wichtigsten Rennserien Weltcup, Superprestige und bpost bank Trofee, wobei er in letzterer 2014/2015 Gesamtsieger der U23 war. In dieser Altersklasse war er 2014/2015 auch Vize-Europameister sowie Vize-Weltmeister. Für die Weltmeisterschaften 2015 war er vom belgischen Verband zunächst gestrichen worden wegen des Verdachts, sich unerlaubten Ozonbehandlungen unterzogen zu haben. Nach einer erfolgreichen Beschwerde des ebenfalls betroffenen Tom Meeusen vor dem belgischen Sportgerichtshof wurde Sweeck jedoch wieder ins WM-Aufgebot aufgenommen. Die beiden Sportler wurden später freigesprochen.
2014 fuhr Sweeck mit Corendon-Kwadro erstmals für ein Continental Team und gewann im Januar des Jahres beim luxemburgischen Grand Prix Möbel Alvisse sein erstes Rennen in der Elite. Ab der Saison 2015/2016 fuhr er vollends in der Elite und war fast immer in den Top 10 platziert. Angesichts der Vorherrschaft von Mathieu van der Poel und Wout van Aert konnte er jedoch meist nur kleinere Rennen gewinnen. Einen Namen machte er sich als Sandspezialist.
Anfang 2020 gewann Sweeck die belgischen Meisterschaften, kurz darauf mit dem Noordzeecross zum ersten Mal seit 2016 einen Klassementscross und damit zugleich die Gesamtwertung des Superprestige. In den Jahren darauf hatte er regelmäßiger Erfolg, darunter mit dem Gesamtsieg im Weltcup 2022/2023. Er gewann dreimal die Bronzemedaille bei Cyclocross-Europameisterschaften (2018, 2019, 2022); bei Weltmeisterschaften war er neunmal unter den besten Zehn, verfehlte aber bislang jedes Mal das Podium.
Anfang 2023 wechselte Sweeck vom Team Pauwels Sauzen-Bingoal, für das er seit 2018 gefahren war, zu Crelan-Fristads (inzwischen Crelan-Corendon genannt), das dem gleichen Eigner wie Alpecin-Deceuninck gehört. In der Sommersaison fährt er seitdem Straßenrennen für dessen Entwicklungsteam (Alpecin-Deceuninck Development Team).

## Persönliches
Laurens Sweeck ist der Enkel von Alfons Sweeck, der ebenfalls Radrennfahrer war. Auch sein Zwillingsbruder Diether und sein älterer Bruder Hendrik waren als Radrennfahrer aktiv.

## Erfolge

### Cyclocross
2009/2010

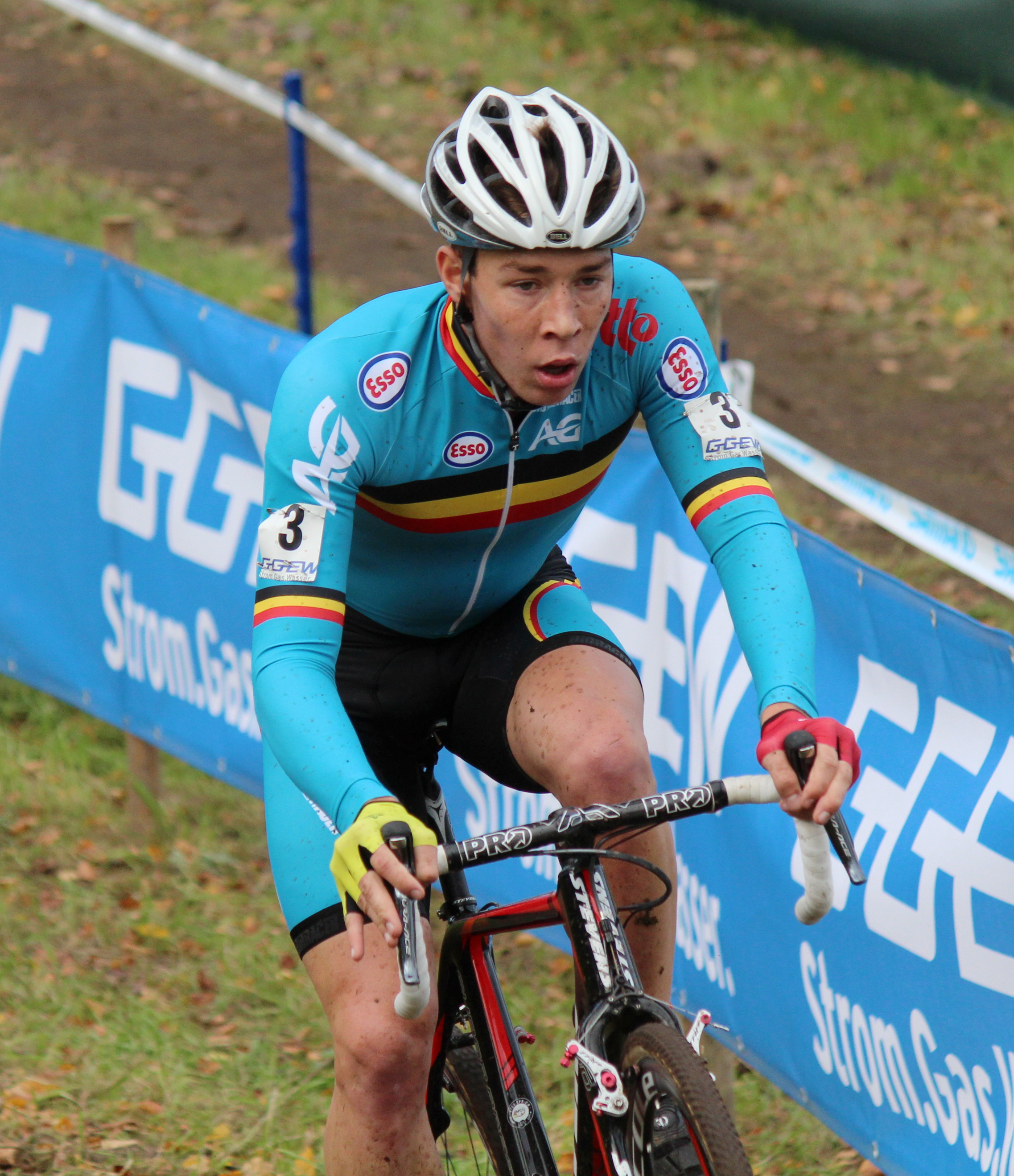
Laurens Sweeck 2014

 Europameisterschaft (Junioren)
2010/2011
 Belgischer Meister (Junioren)
Weltcup (Junioren) – Gesamtwertung und Koksijde, Kalmthout, Hoogerheide
2012/2013
 Belgischer Meister (U23)
2014/2015
 Weltmeisterschaft (U23)
 Europameisterschaft (U23)
 Belgischer Meister (U23)
Weltcup (U23) – Zolder, Hoogerheide
2015/2016
bpost bank Trofee – Sint-Niklaas
2018/2019
 Europameisterschaft
2019/2020
 Europameisterschaft
 Belgischer Meister
Superprestige – Gesamtwertung und Middelkerke
2020/2021
Superprestige – Niel, Middelkerke
X²O Trofee – Lille
2021/2022
X²O Trofee – Hamme
2022/2023
 Europameisterschaft
 Weltmeisterschaften – Staffel
Weltcup – Gesamtwertung und Maasmechelen, Hilvarenbeek
Superprestige – Niel, Merksplas
X²O Trofee – Lille
2024/2025
Superprestige – Niel, Merksplas, Diegem
X²O Trofee – Koksijde, Lille

### Straße
2017
- Grote Prijs Jean-Pierre Monsére

2023
- eine Etappe Tour du Pays de Montbéliard

2024
- SD Worx BW Classic